# 博物
博物，由《中国国家地理》杂志社有限公司出品的月刊杂志，2004年1月创刊，每月1日出版。

## 历史
2004年1月，《博物》杂志创刊。

## 荣誉
《博物》曾获的“2016期刊数字影响力100强”、“微博最具传播力媒体”称号。2020年，《博物》入选中国优秀科普期刊目录。